# Ludwigslust
Ludwigslust est une ville d'Allemagne, située dans le land de Mecklembourg-Poméranie-Occidentale à une quarantaine de kilomètres au sud de Schwerin. Elle appartient à l'arrondissement de Ludwigslust-Parchim.

## Historique
On y trouve le château de Ludwigslust de Christian-Louis II de Mecklembourg-Schwerin, pavillon de chasse près d'un petit hameau appelé Klenow, qu'il fit construire en 1724.
En 1765, Ludwigslust devint la capitale du duché au lieu de Schwerin.
Entre 1772 et 1776, le château est entièrement reconstruit sur le modèle de celui du château de Versailles et surnommé le "Petit Versailles du Mecklembourg".
En 1837, le grand-duc Paul-Frédéric de Mecklembourg-Schwerin décida de refaire de Schwerin la capitale du grand-duché.
À la fin de la Seconde Guerre mondiale, le camp de concentration de Wöbbelin, camp annexe de Neuengamme, fut installé entre Wöbbelin et Ludwigslust et souvent appelé camp de Ludwigslust. Il n'a "fonctionné" que dix semaines entre le 12 février 1945 et le 2 mai 1945.

## Jumelage
- Ahrensburg (Allemagne) depuis le 10 novembre 1990[1]

## Photographies

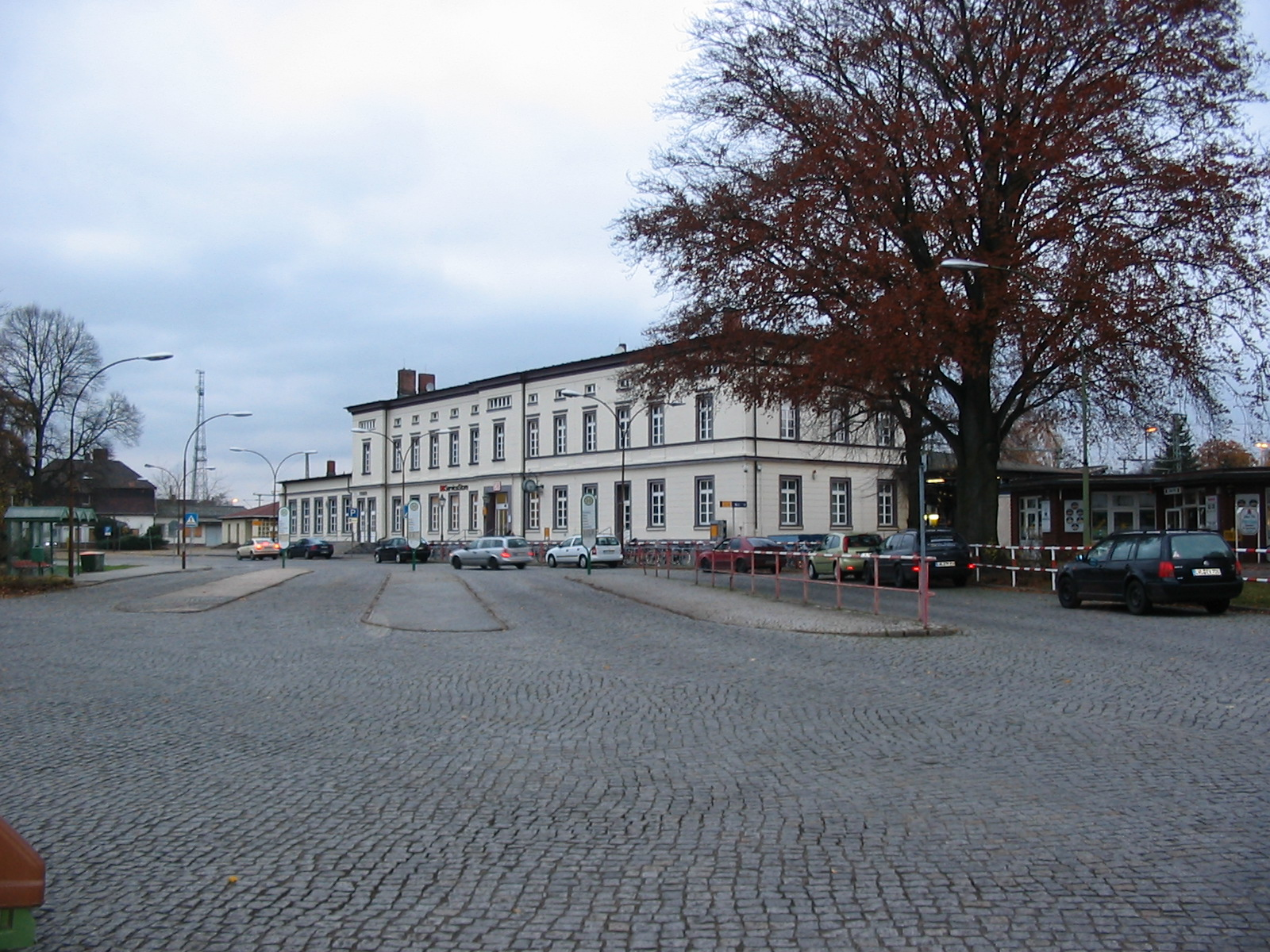
La gare
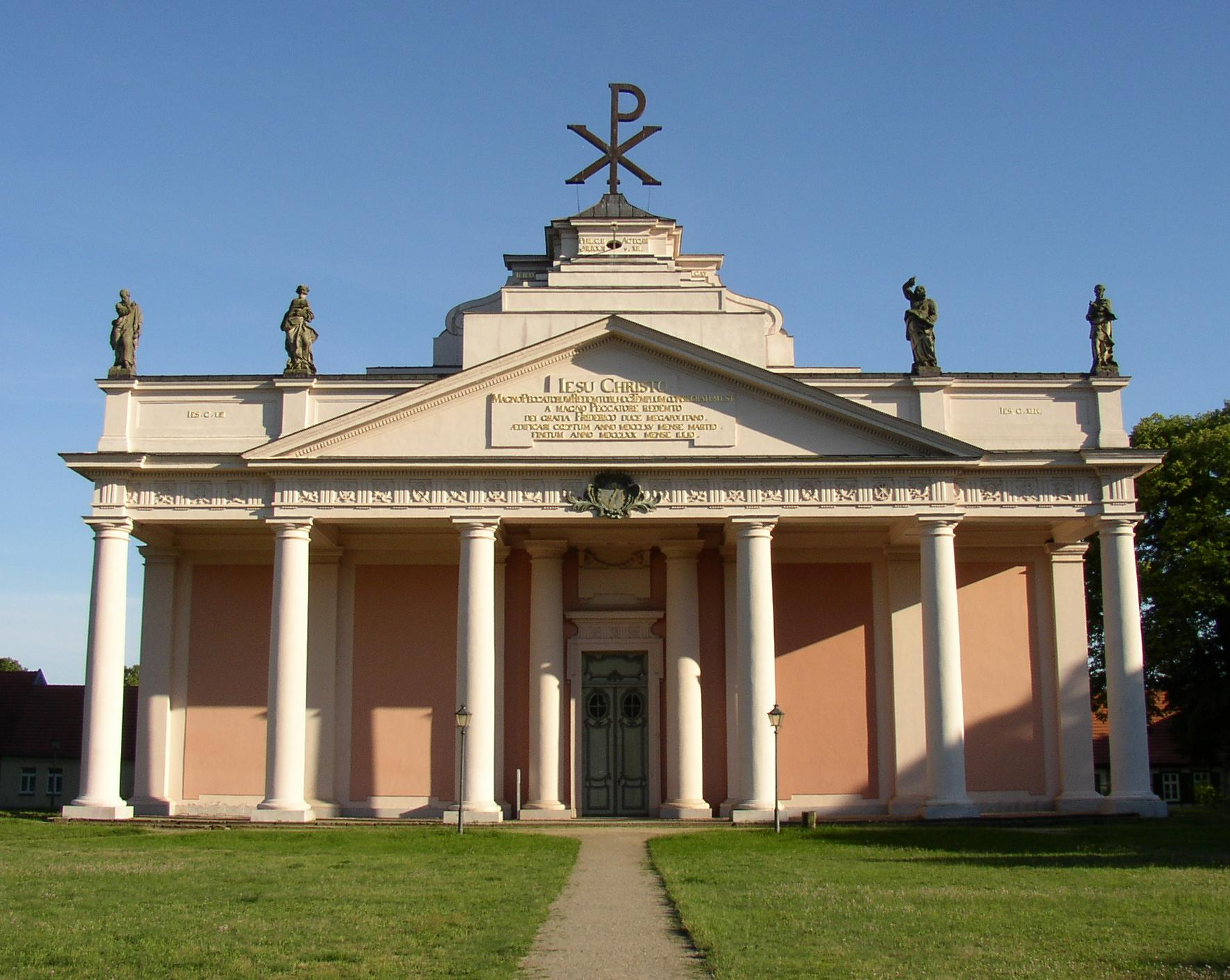
L'église
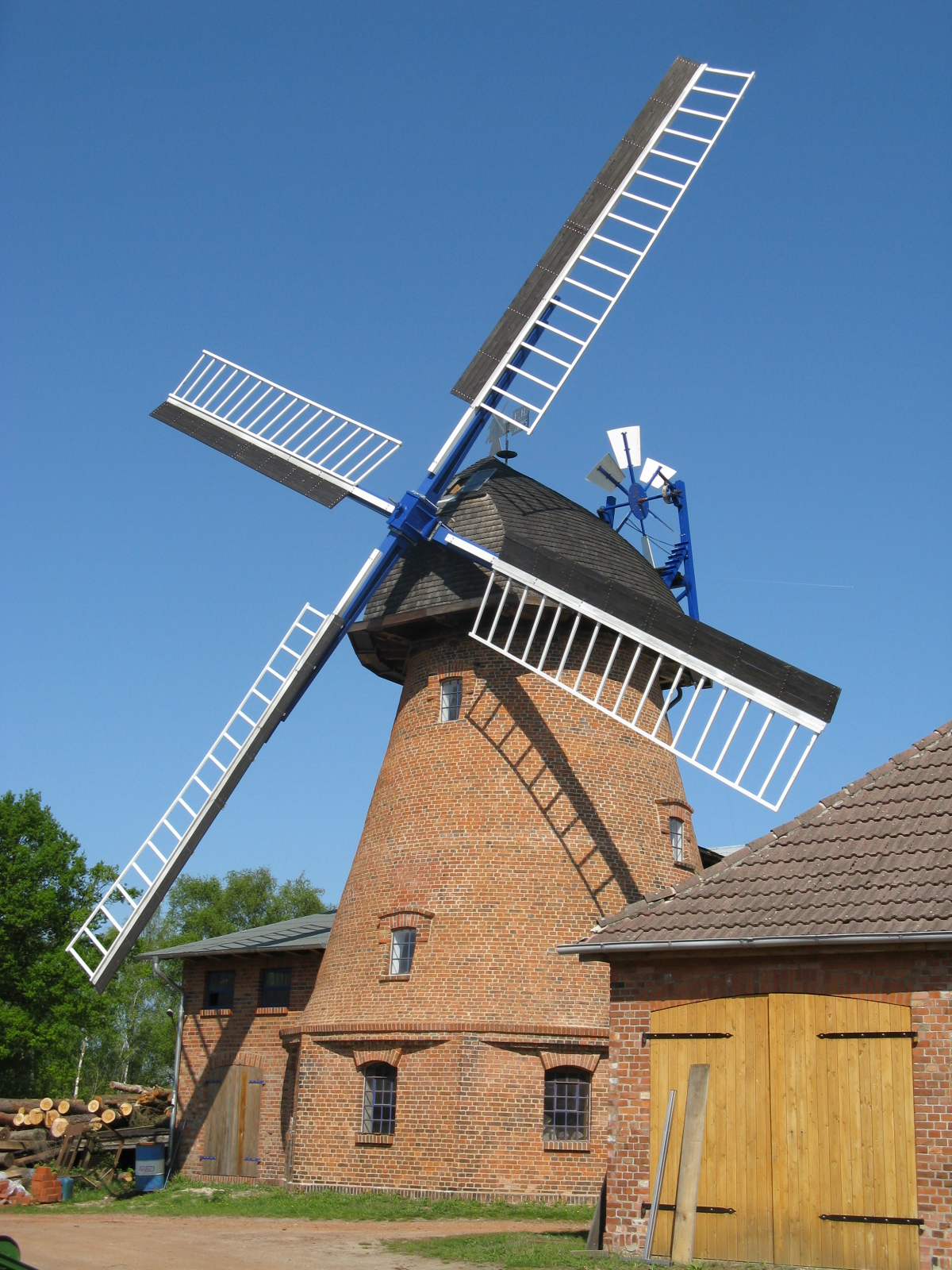
Moulin à vent de Kummer
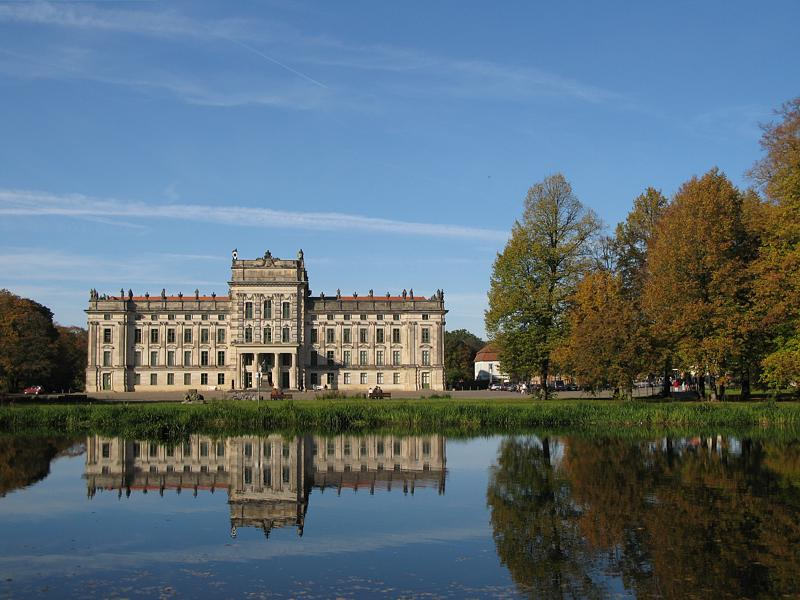
Château de Ludwigslust
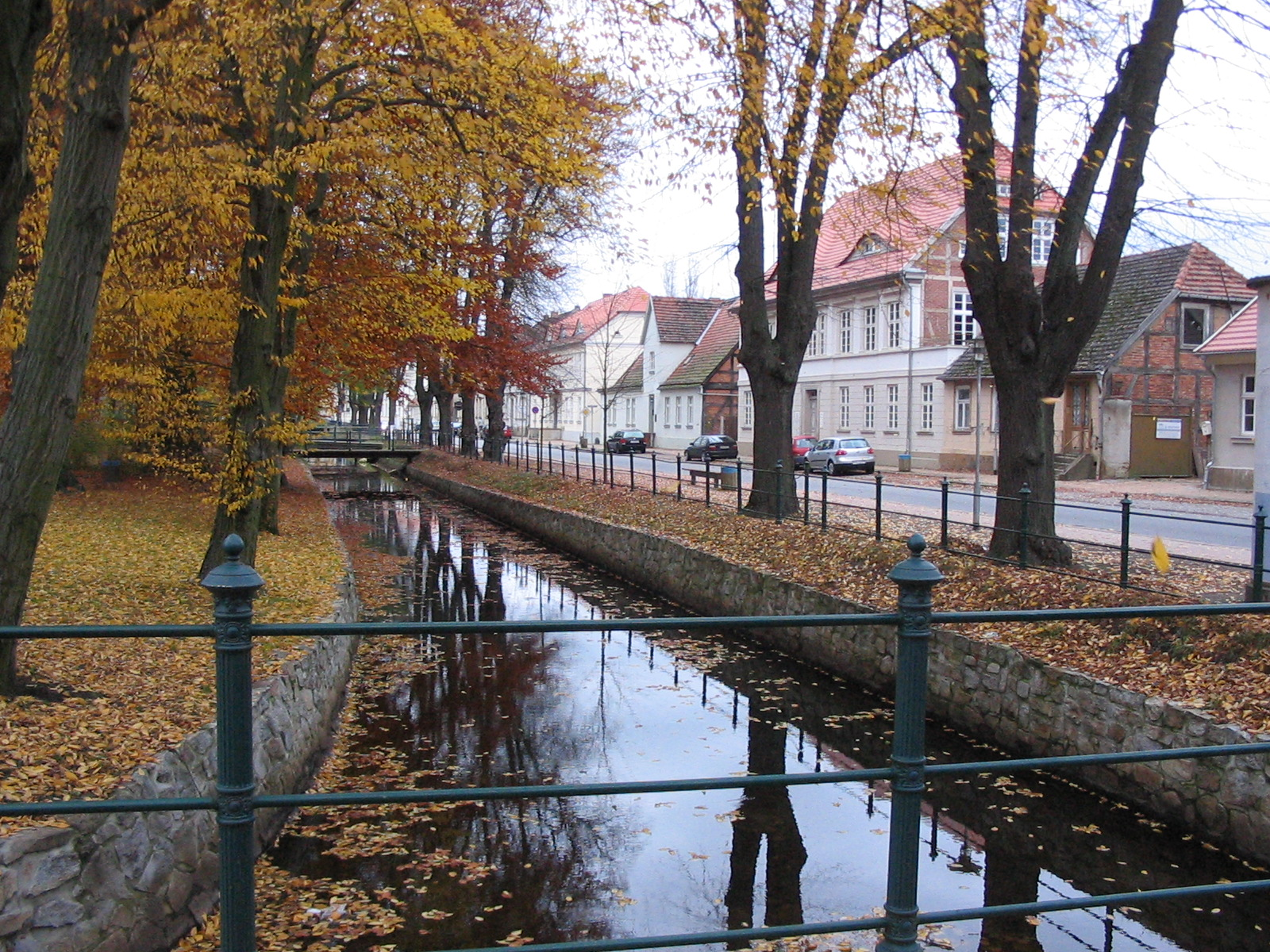
Une vue de la ville
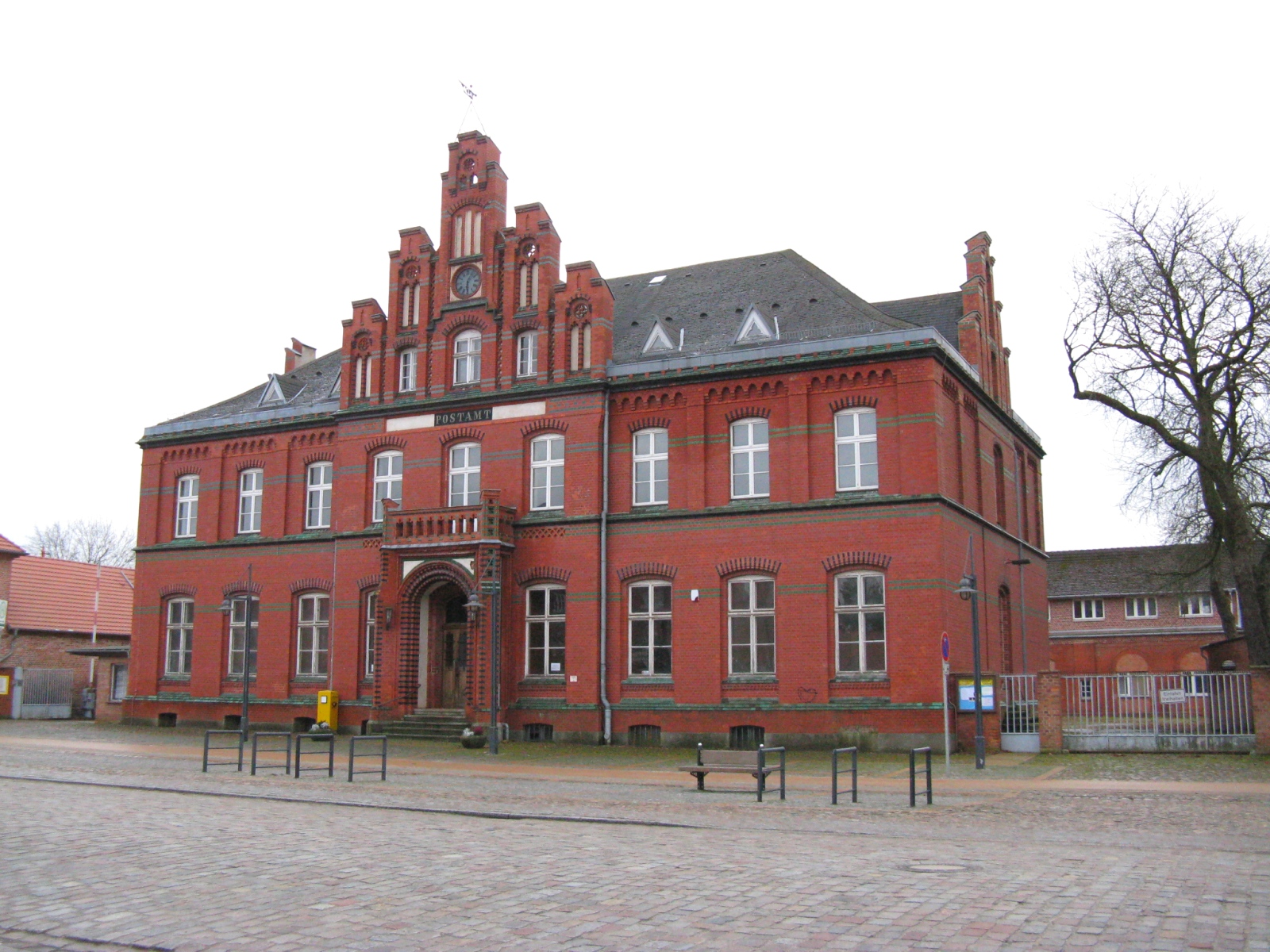
La poste

## Personnalités
Andreas Zülow (1965-), champion olympique de boxe.